# William Martin (atleet)
William Martin (20 december 1906 - onbekend) was een Brits waterpolospeler.
William Martin nam als waterpoloër eenmaal deel aan de Olympische Spelen; in 1936. In 1936 maakte hij deel uit van het Britse team dat achtste werd. Hij speelde alle acht de wedstrijden.
Leslie Ablett · 
Ernest Blake · 
David Grogan · 
William Martin · 
David McGregor · 
Frederick Milton · 
Robert Mitchell · 
Alfred North (G) ·
Leslie Palmer · 
Reginald Sutton · 
Edward Temme
- International Standard Name Identifier: 0000 0000 8959 8109
- Library of Congress Control Number: no99081798
- Nationale Bibliotheek van Israël: 987007349157305171
- Nederlandse Thesaurus van Auteursnamen: 073499765
- SNAC: w68g8ktz
- Système universitaire de documentation: 128725621
- Virtual International Authority File: 118415984
- WorldCat: E39PBJvCMQCmdKCDQyGFGcXGHC